# Finger

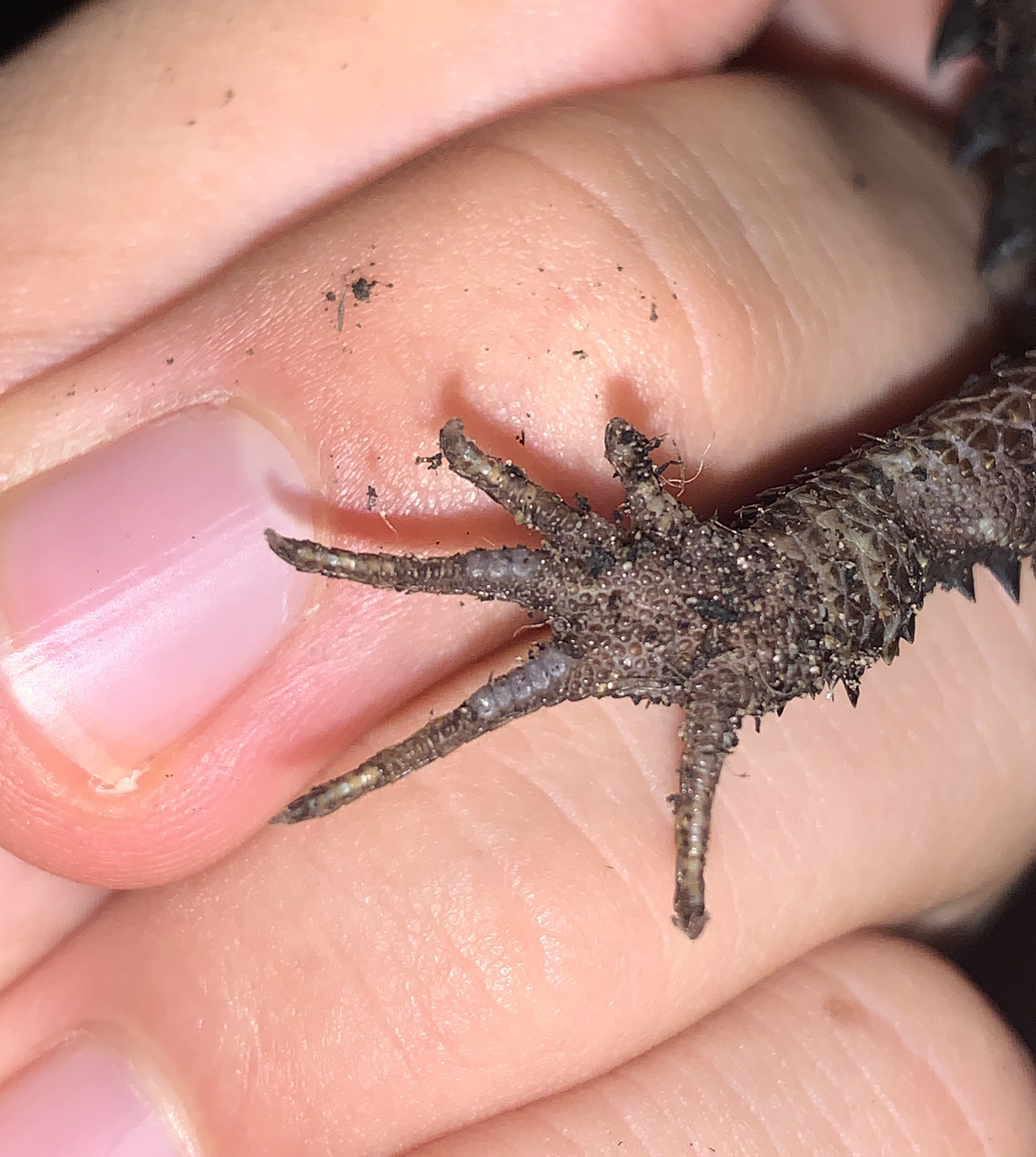
Finger einer Schuppenechse als Vertreter der Reptilien und eines Menschen als Vertreter der Mammalia

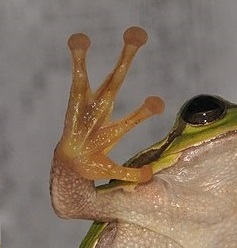
Finger eines Laubfroschs als Vertreter der Amphibien

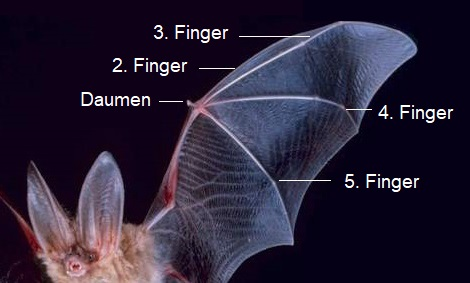
Die fünf Finger einer Fledermaus

Ein Finger – lateinisch Digitus (manus) (Mehrzahl: Digiti [manus]) für „Finger (der Hand)“ – ist ein Teil der Hand. Er gehört zu den Akren. Fast alle Tetrapoden haben fünf Finger (pentadaktyles System). Finger haben Greif-, Stütz- und Haltefunktionen. Das Pendant zu den Fingern sind an den unteren Extremitäten die Zehen. Bei den Tieren wird ein Finger als Vorderzehe bezeichnet.

## Finger der Landwirbeltiere
Die fünfstrahligen vorderen Extremitäten der Landwirbeltiere lassen sich phylogenetisch von den vielstrahligen Brustflossen der Fische herleiten. Innerhalb der Taxa der Tetrapoden erfahren der pentadactyle Grundbauplan und somit auch die Ausprägung der Finger und Fingerknochen mannigfache Abwandlungen.
Die morphologisch verschiedenen Finger der Landwirbeltiere sind homolog, sie sind Variationen eines gemeinsamen Bauplans. Die Flügel der Vögel und die der Fledermäuse sind nicht homolog, sondern es sind analoge Flugorgane. Die darin befindlichen Fingerknochen sind jedoch homolog.
Unter anderem an der Embryonalentwicklung von Haushühnern wurde erforscht, dass sich an den Geweben, aus denen die Zehen werden, ein Interdigitalgewebe bildet, das sich anschließend durch Apoptose wieder zurückbildet. Bleibt die Apoptose aus, bleiben die Interdigitalhäute erhalten. Viele Tiere haben daraus entwickelte Schwimmhäute zwischen den Zehen oder Fingern. Beim Menschen werden bei ausbleibender Trennung der Fingerglieder Kinder mit einer kutanen Syndaktylie geboren.

## Finger des Menschen

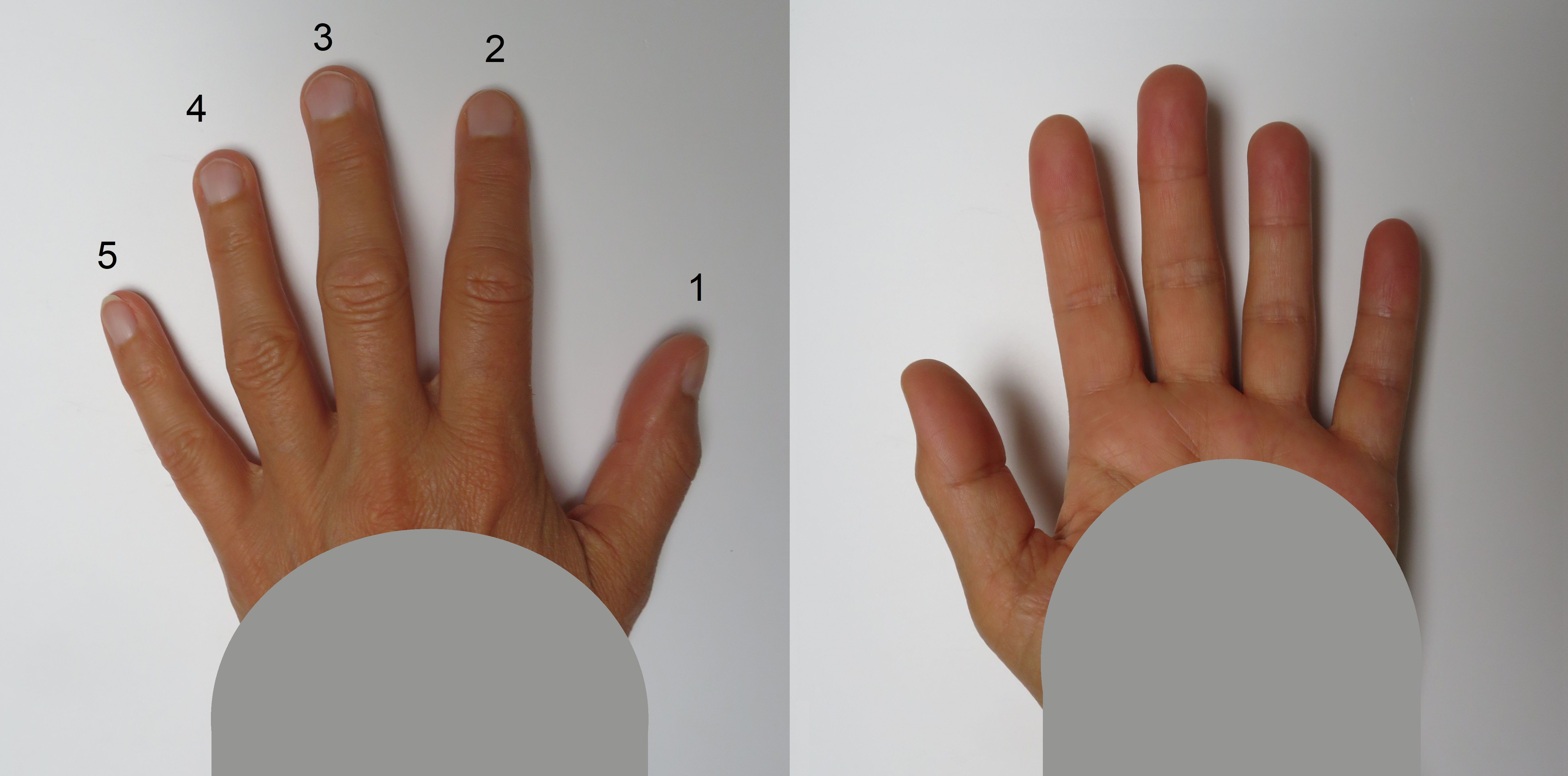
Finger einer menschlichen Hand

Üblicherweise hat der Mensch an jeder Hand fünf Finger in folgender Abfolge:
1. Daumen (Pollex; zweigliedrig)
2. Zeigefinger (Index)
3. Mittelfinger (Digitus medius)
4. Ringfinger (Digitus anularis)
5. Kleiner Finger (Digitus minimus)

### Fingerknochen und Gelenke

Fingerknochen (grün, blau und rosa)

Beim Menschen haben vier der fünf Finger je drei knöcherne Stützelemente (die Fingerknochen mit Phalanx proximalis, media und distalis, Grund-, Mittel- und Endglied), lediglich der Daumen hat nur zwei Phalangen (Fingergliedknochen; vom griechischen Wort phalanx für Schlachtreihe von Kriegern; Mehrzahl: phalanges). Die Phalangen sind gelenkig im Mittel- und Endgelenk verbunden und schließen mit dem Fingergrundgelenk an den entsprechenden Mittelhandknochen (Ossa metacarpi) an. Dabei nimmt beim Menschen der Daumen eine Sonderstellung ein, da seine gelenkige Aufhängung ihm eine Oppositionsstellung gegenüber den übrigen Fingern erlaubt. Die Bewegung der Finger und der Fingerglieder erfolgt durch die Sehnen der Muskeln im Bereich des Unterarms („extrinsische Muskulatur“) und der Mittelhand („intrinsische Muskulatur“), die Finger selbst haben keine Muskeln.
Außer dem zweigliedrigen Daumen werden die anderen vier Finger auch Langfinger genannt, da sie mit ihren insgesamt je drei Gliedern länger sind.

### Fingerkuppe

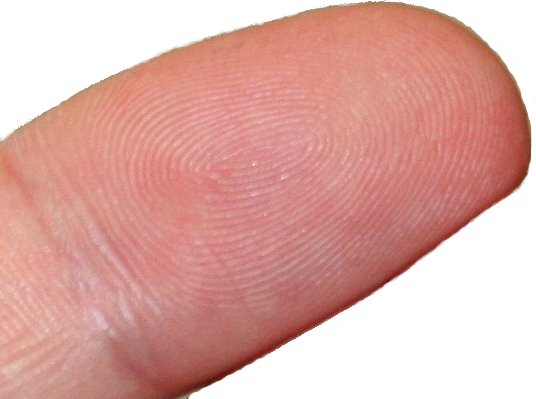
Fingerbeere

Das Endglied eines jeden Fingers nennt man Fingerkuppe, wo man aus funktionellen und ästhetischen Gründen einen palmaren Anteil mit der Fingerbeere (Pulpa) sowie einen dorsalen Anteil mit dem Komplex aus Nagel und Nagelbett unterscheidet.
Die Papillarleisten an den Unterseiten der Fingerkuppen ergeben einen individuellen Fingerabdruck, der zur Personenidentifikation genutzt werden kann (Daktyloskopie). In jeder Fingerkuppe befinden sich etwa 700 Berührungs- und Druckrezeptoren. Fingerbeere ist die deutsche Bezeichnung für den terminalen Tastballen (Torulus tactilis) am Ende der Innenseite eines jeden Fingers. Dieser Bereich ist stark durchblutet und besitzt viele sensorische Nervenzellen für den Tastsinn. Die Fingerbeere ist neben dem Ohrläppchen eine gute Stelle für die Abnahme kleiner Mengen Blut. Jeder Finger hat einen Fingernagel an der Oberseite der Fingerkuppen.

### Kommunikation

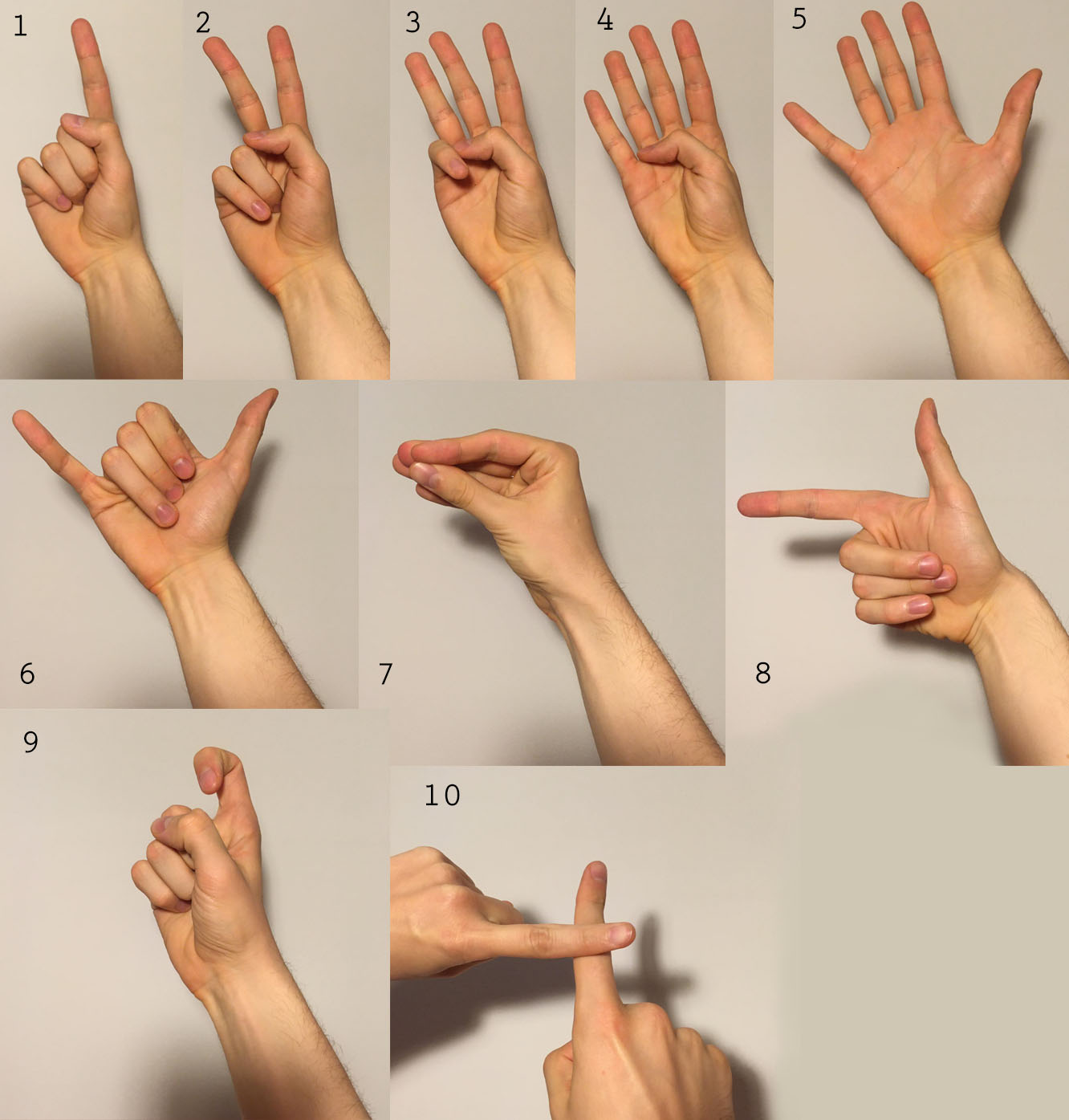
Von Chinesen verwendete Fingergesten, die Zahlen darstellen

Menschen verwenden in der nonverbalen Kommunikation ihre Finger auch zum sichtbaren Zählen und für die Gestik, zum Beispiel ein nach oben oder nach unten gerichteter Daumen, Berührung des Daumens mit dem Zeigefinger, Schwurfinger, ausgestreckter Mittelfinger usw., sowie in einer weiterentwickelten Form für die Gebärdensprache. Bei den Fingergesten gibt es kulturelle Unterschiede. Beispielsweise unterscheiden sich die bei den Deutschen üblichen Fingerpositionen, mit denen Zahlen ausgedrückt werden, von den in China üblichen. Viele Primaten benutzen ihre Finger für die soziale Körperpflege und Menschen benutzen sie für Zärtlichkeiten (Streicheln) als Form der nonverbalen sozialen Kommunikation.

### Entwicklungsbesonderheiten der Finger

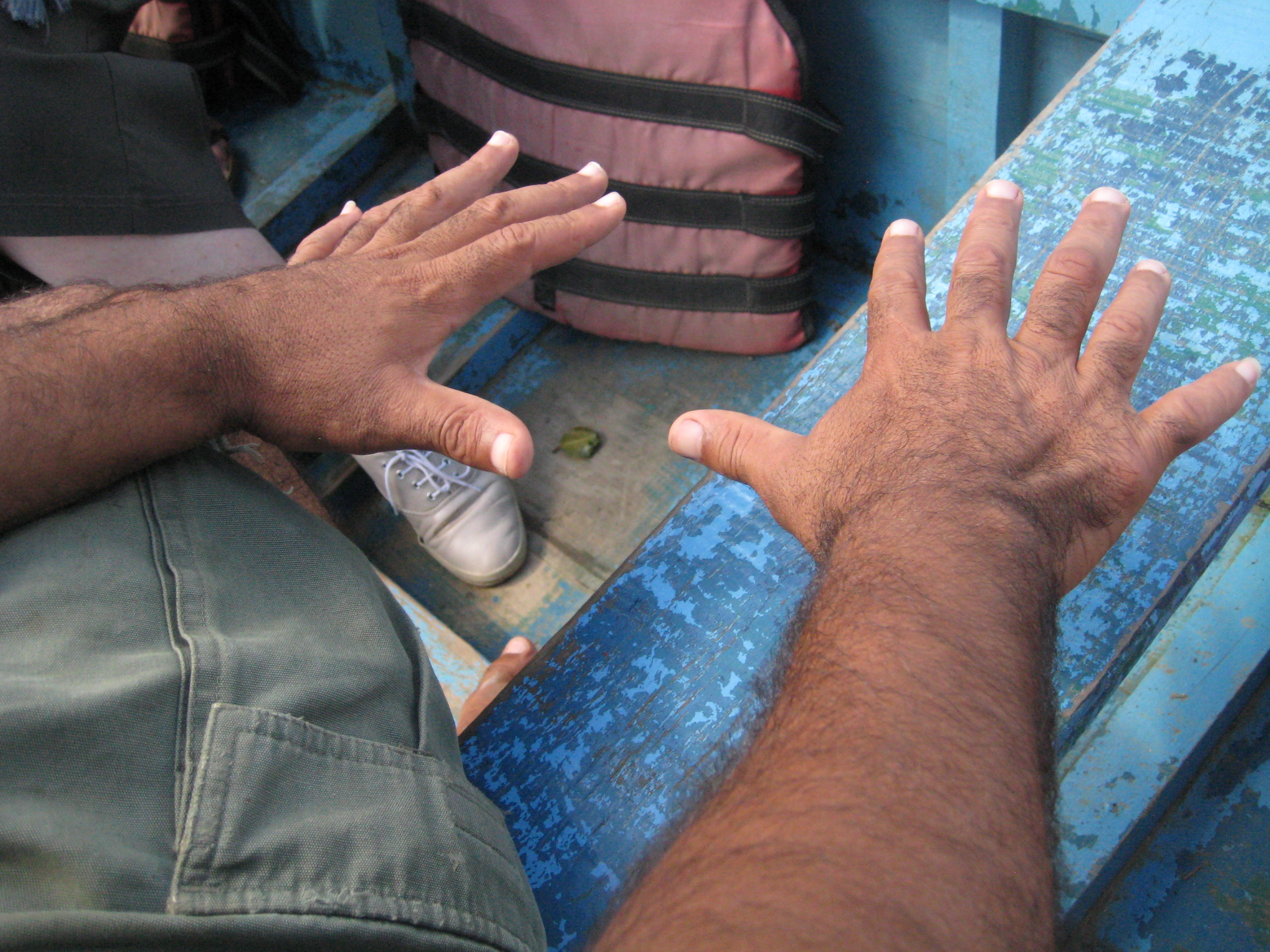
Polydaktylie: Hier hat jede Hand sechs Finger, auch Hexadaktylie genannt

Als Reifezeichen der Neugeborenen zählt, dass die Nägel die Fingerkuppen bedecken oder überragen.
Fehlbildungen der Finger gehören in die Gruppe der Dysmelien. Dazu gehören unter anderem die Ausbildung überzähliger Finger (Polydaktylie), das Fehlen von Fingern (Oligodaktylie, Adaktylie), die ausbleibende Trennung zwischen Fingern (Syndaktylie), die Ausbildung überzähliger Finger mit gleichzeitiger fehlender Trennung (Polysyndaktylie), die Verkürzung (Brachydaktylie) oder Verlängerung (Arachnodaktylie) einzelner Finger und die Verstümmelung von Fingern (Ektrodaktylie). Außerdem gibt es noch die Kamptodaktylie, eine Beugekontraktur der Mittelgelenke des kleinen Fingers, seltener auch des Ringfingers, sowie die Klinodaktylie, eine im Allgemeinen angeborene seitlich-winklige Abknickung eines Fingerglieds im Handskelett.
Männer haben typischerweise einen kleineren Zeigefinger (2D) im Vergleich zum Ringfinger (4D). Ein niedriges 2D:4D-Verhältnis korreliert nach dem Evolutionsbiologen John Manning (2002) dabei mit hoher fötaler Testosteron- und niedriger fötaler Östrogenkonzentration.
Ein kleines Fingerlängenverhältnis wurde mit verschiedenen Eigenschaften einer Person, wie höheres Risiko für Alkoholabhängigkeit oder Videospielabhängigkeit, in Verbindung gebracht.